# Trans Air Congo
Trans Air Congo (mã IATA = Q8, mã ICAO = TSG) là hãng hàng không của Cộng hòa Congo, trụ sở tại Brazzaville. Hãng có căn cứ ở Sân bay Maya-Maya.

## Lịch sử
Trans Air Congo được gia đình El-Hage thành lập ngày 24.8.1994. Chuyến bay đầu tiên của hãng là chuyến bay trong nước giữa Brazzaville và Pointe-Noire bằng máy bay "Let 410". Tháng 12 cùng năm hãng có thêm 1 máy bay Antonov An-24. Năm 1996 hãng có 1 máy bay Boeing 727. Cuối năm 1997 hãng tạm dời sang Johannesburg (Nam Phi) ít lâu để tránh nội chiến.

## Các nơi đến
(Tháng 5/2007):
- Cộng hòa Congo

- Brazzaville
- Dolisie
- Impfondo
- Makoua
- Nikayi
- Ouesso
- Owanda
- Pointe-Noire

- Bénin

- Cotonou

- Cameroon

- Douala

- Côte d'Ivoire

- Abidjan

- Gabon

- Libreville

- Togo

- Lomé

## Đội máy bay
(Tháng 2/2007):
- 3 Boeing 737-200
- 1 Boeing 727-100
- 2 Antonov An-24
- 1 Antonov An-12
- 1 Let L-410 UVP[1]